# Tata (plaats in Marokko)
Tata (Arabisch: طاطا, Berbers: ⵟⴰⵟⴰ) is een oase in het zuidwesten van Marokko. De stad telt ongeveer 18.000 inwoners in 2014. Tata beslaat een bodemoppervlakte van nagenoeg 26.000 km² en omvat meerdere stadsgedeeltes en landelijke gemeentes. Veel huizen in de stad zijn gebouwd met roze klei. De oase wordt bevolkt door Berbers en Arabieren.

## Situering
Tata bevindt zich in een regenarm gebied aan de extreem noordwestelijke rand van de Sahara. De oase ligt in een ravijn die van water wordt voorzien door drie wadi's die neerstromen van een berg die een uitloper vormt van de Anti-Atlas. De stad ligt niet ver van de Algerijnse grens. Tata ligt 289 kilometer ten oosten van Agadir en op een afstand van ongeveer 400 kilometer van al-Ajoen. Tata wordt omringd door Agadir, Taroudant, Tiznit, Guelmim en Ouarzazate.